# Bałtów (gmina)
Pour les articles homonymes, voir Bałtów.
Bałtów est une gmina rurale du powiat de Ostrowiec, Sainte-Croix, dans le centre-sud de la Pologne. Son siège est le village de Bałtów, qui se situe environ 15 km au nord-est d’Ostrowiec Świętokrzyski et 68 km à l'est de la capitale régionale Kielce.
La gmina couvre une superficie de 104,92 km2 pour une population de 3 558 habitants (2016).

## Géographie
La gmina inclut les villages d'Antoniów, Bałtów, Bidzińszczyzna, Borcuchy, Lemierze, Maksymilianów, Michałów, Okół, Pętkowice, Rudka Bałtowska, Skarbka, Ulów, Wólka Bałtowska, Wólka Pętkowska, Wólka Trzemecka et Wycinka.
La gmina borde les gminy de Bodzechów, Ćmielów, Sienno et Tarłów.